# Pittsburgh
Pittsburgh (Pittsbarig in tedesco della Pennsylvania) è una città degli Stati Uniti d'America, capoluogo della contea di Allegheny nella Pennsylvania. Ha una popolazione di 302 971 abitanti (dato reso noto dal Censimento del 2020) mentre la sua area metropolitana raggiunge i 2 milioni e mezzo di abitanti. Nel 2015 Pittsburgh è stata elencata tra le "undici città più vivibili del mondo".

## Geografia fisica
Pittsburgh sorge nella parte sud-occidentale della Pennsylvania e si è sviluppata attorno a the Point (la punta), il luogo dove i fiumi Allegheny e Monongahela confluiscono a formare il fiume Ohio, e dove fu costruito l'originario insediamento francese di Fort Duquesne. Esso fu conteso fra britannici e francesi durante la Guerra dei Sette anni. Nel 1758 gli inglesi distrussero Fort Duquesne e costruirono un altro forte che battezzarono Fort Pitt, in onore del primo ministro William Pitt il Vecchio.

## Storia
A partire dai primi anni del XIX secolo la vicinanza di Pittsburgh ad importanti giacimenti di carbone e la sua eccellente collocazione fluviale (l'Ohio è interamente navigabile ed è uno dei principali affluenti del Mississippi) ne fecero una delle più importanti città industriali del mondo, specie nel campo siderurgico, il che le procurò il soprannome di Steel City (città d'acciaio). La sua economia subì pesanti contraccolpi negli anni settanta, quando l'industria siderurgica entrò in crisi per via della recessione di quegli anni e della concorrenza di produttori non statunitensi; tuttavia Pittsburgh ne risentì meno di altre città americane grazie ad una rapida riconversione in direzione dei servizi e dell'alta tecnologia.

## Monumenti e luoghi d'interesse

### Architettura religiosa
- Cattedrale della Trinità, in stile neogotico, completata nel 1872.
- Sinagoga Rodef Shalom di Pittsburgh, completata nel 1907.
- Cimitero di Allegheny, inaugurato nel 1844, è uno dei più importanti della città.[3]

### Architettura civile
- Heinz Hall for the Performing Arts, centro di arti dello spettacolo e sala da concerto, nonché sede dell'Orchestra Sinfonica di Pittsburgh.
- Edificio Oliver, costruito tra il 1908 ed il 1910.[4]

### Architettura militare
- Fort Pitt, costruito tra il 1759 e il 1761 durante la Guerra dei sette anni, venne abbandonato nel 1797.

## Musei
- Carnegie Museum of Art
- Carnegie Museum of Natural History
- Children's Museum of Pittsburgh
- Andy Warhol Museum, dedicato alle opere di Andy Warhol (nato appunto a Pittsburgh)
- Heinz History Center
- Frick Art & Historical Center
- Wood Street Galleries
- SPACE

## Arte e cultura

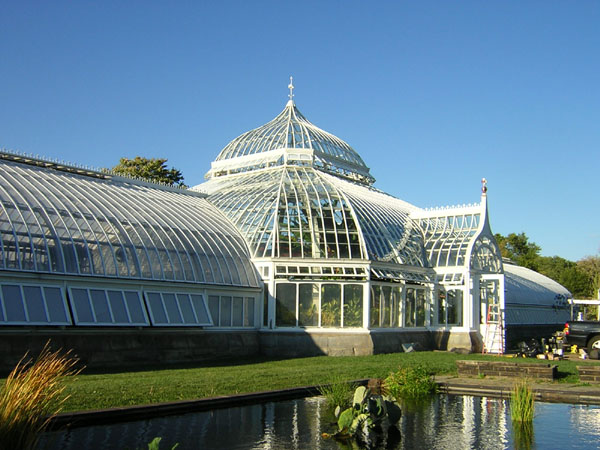
Phipps Conservatory

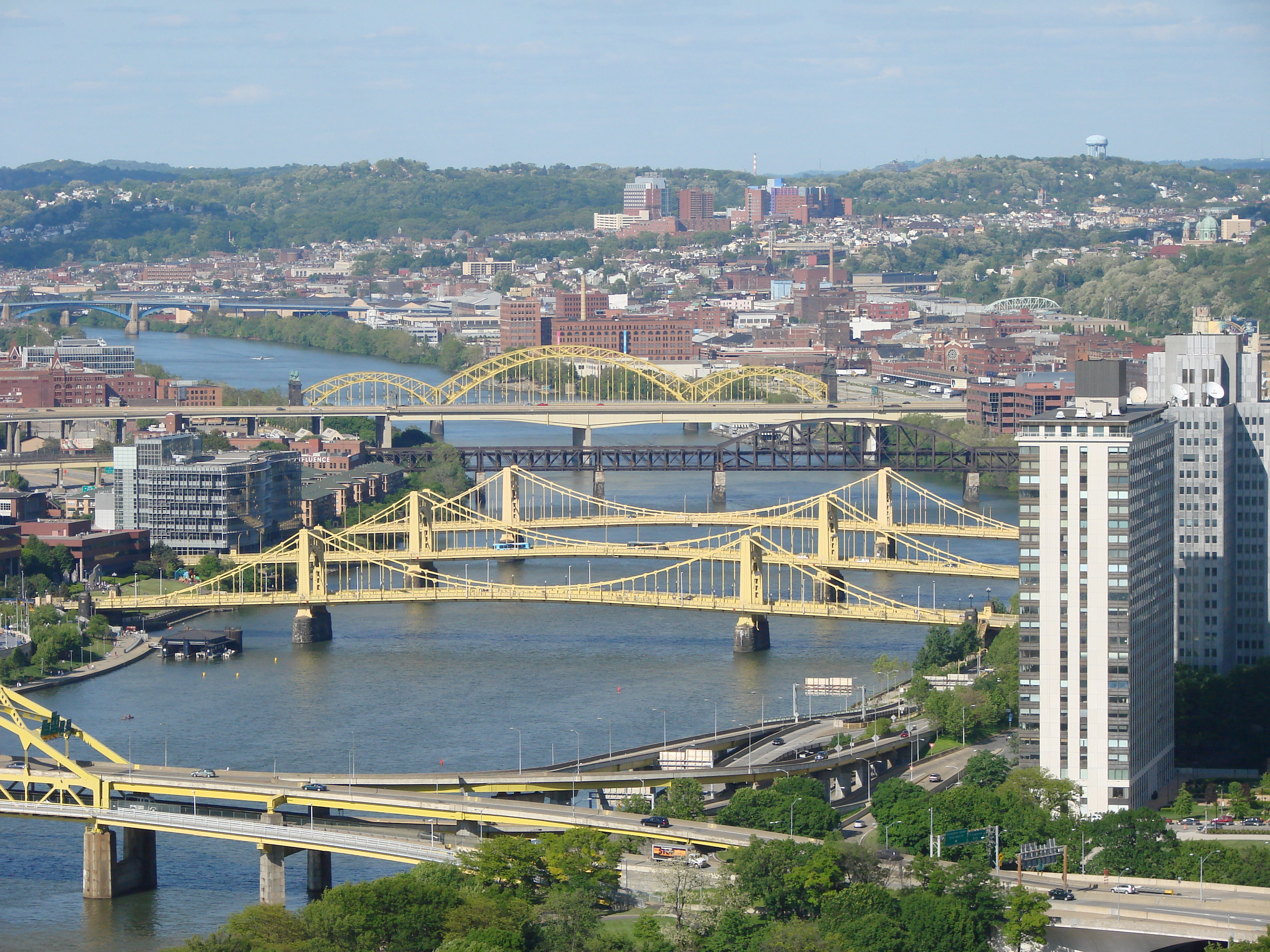
Panorama dei ponti sul fiume Allegheny. Al centro sono visibili le Tre Sorelle.

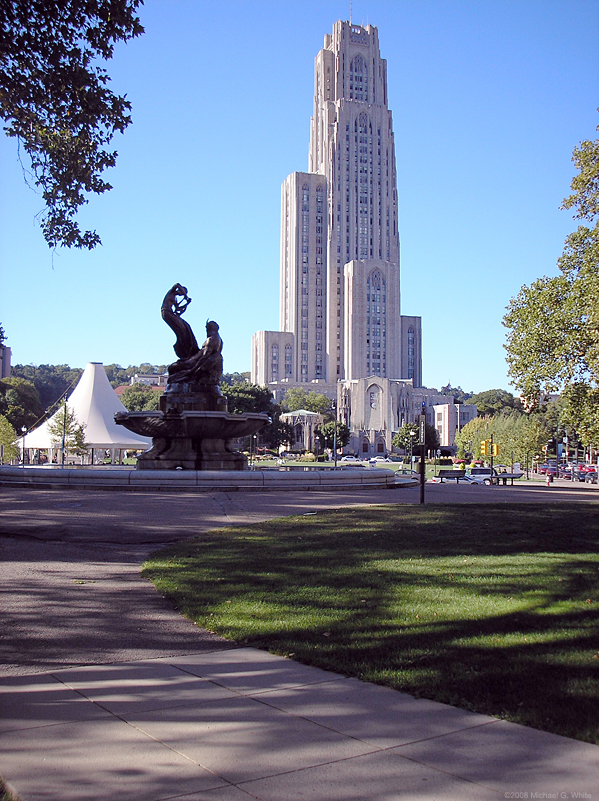
La Cattedrale del Sapere presso l'Università di Pittsburgh.

Il centro di Pittsburgh dalla sponda nord dell'Allegheny.

Pittsburgh ha una storia ricca di arte e cultura che risale alle commissioni degli industriali e la donazione di opere pubbliche del XIX, come ad esempio la Heinz Hall per le Arti dello Spettacolo ed il Benedum Center, che ospita l'Orchestra Sinfonica di Pittsburgh e l'Opera di Pittsburgh, rispettivamente, così come gruppi come la River City Brass Band e la Pittsburgh Youth Symphony Orchestra.
Pittsburgh ha una lunga tradizione di jazz, blues e musica bluegrass. Il National Negro Opera Company fu fondato nella città come la prima compagnia d'opera tutta afro-americana negli Stati Uniti. Ciò portò alla ribalta cantanti afroamericani come Leontyne Price nel mondo della lirica. Pittsburgh ha un certo numero di organizzazioni artistiche di piccole e medie dimensioni, tra cui il Pittsburgh Irish and Classical Theatre, il Quantum Theatre, la Renaissance and Baroque Society of Pittsburgh, e l'ensemble di musica antica Chatham Baroque. Anche diversi cori e gruppi di canto sono presenti presso le università delle città; alcuni tra i più importanti sono il Pitt Men's Glee Club e la Heinz Chapel Choir.
Pittsburgh Dance Council e la Pittsburgh Ballet Theater ospita una serie di eventi di danza. Polka, folk, piazza, e la danza intorno hanno una lunga storia in città e sono celebrati dal Duquesne University Tamburitzans, una scuola multiculturale di fama mondiale dedicata alla conservazione e presentazione di canti popolari e danze.
Numerosi film sono ambientati a Pittsburgh, tra cui Zombi e Flashdance, e una parte del videogioco The Last of Us.

## Infrastrutture e trasporti
La città è servita dall'Aeroporto Internazionale di Pittsburgh. Inoltre, dispone di una rete tranviaria con 2 linee.
La città è collegata a New York e Filadelfia tramite il servizio ferroviario Pennsylvanian dell'Amtrak.
Pittsburgh è soprannominata "la città dei ponti" per l'alto numero di strutture che attraversano i fiumi Allegheny, Monongahela e Ohio. Tra i più famosi vi è il trio di ponti sospesi gemelli conosciuti come le Tre Sorelle, realizzati tra il 1924 e il 1928 attraverso il fiume Allegheny a poca distanza dalla confluenza con il Monongahela.

## Sport
Pittsburgh è rappresentata nelle principali leghe professionistiche statunitensi:
- I Pittsburgh Steelers (NFL - football americano) giocano all'Heinz Field
- I Pittsburgh Penguins (NHL - hockey su ghiaccio) giocano al PPG Paints Arena
- I Pittsburgh Pirates (MLB - baseball) giocano al PNC Park
- I Pittsburgh Panthers (NCAA - pallacanestro e football americano rappresentano la locale Università di Pittsburgh).

## Amministrazione

### Gemellaggi
- Donec'k
- Zagabria, dal 1980
- Ostrava
- Prešov
- Fernando de la Mora
- Matanzas
- Sofia
- Omiya
- Sheffield
- Saitama
- Bilbao
- San Isidro
- Wuhan
- Novokuzneck
- Isola delle Femmine